# Dictyna namulinensis
Dictyna namulinensis là một loài nhện trong họ Dictynidae.
Loài này thuộc chi Dictyna. Dictyna namulinensis được Hsen Hsu Hu miêu tả năm 2001.